# Europees kampioenschap voetbal 1964
Het Europees kampioenschap voetbal mannen 1964 werd in Spanje gespeeld van 17 tot 21 juni 1964.
Uit de geplaatste landen na de kwalificatiewedstrijden wees de UEFA Spanje aan als organisator.

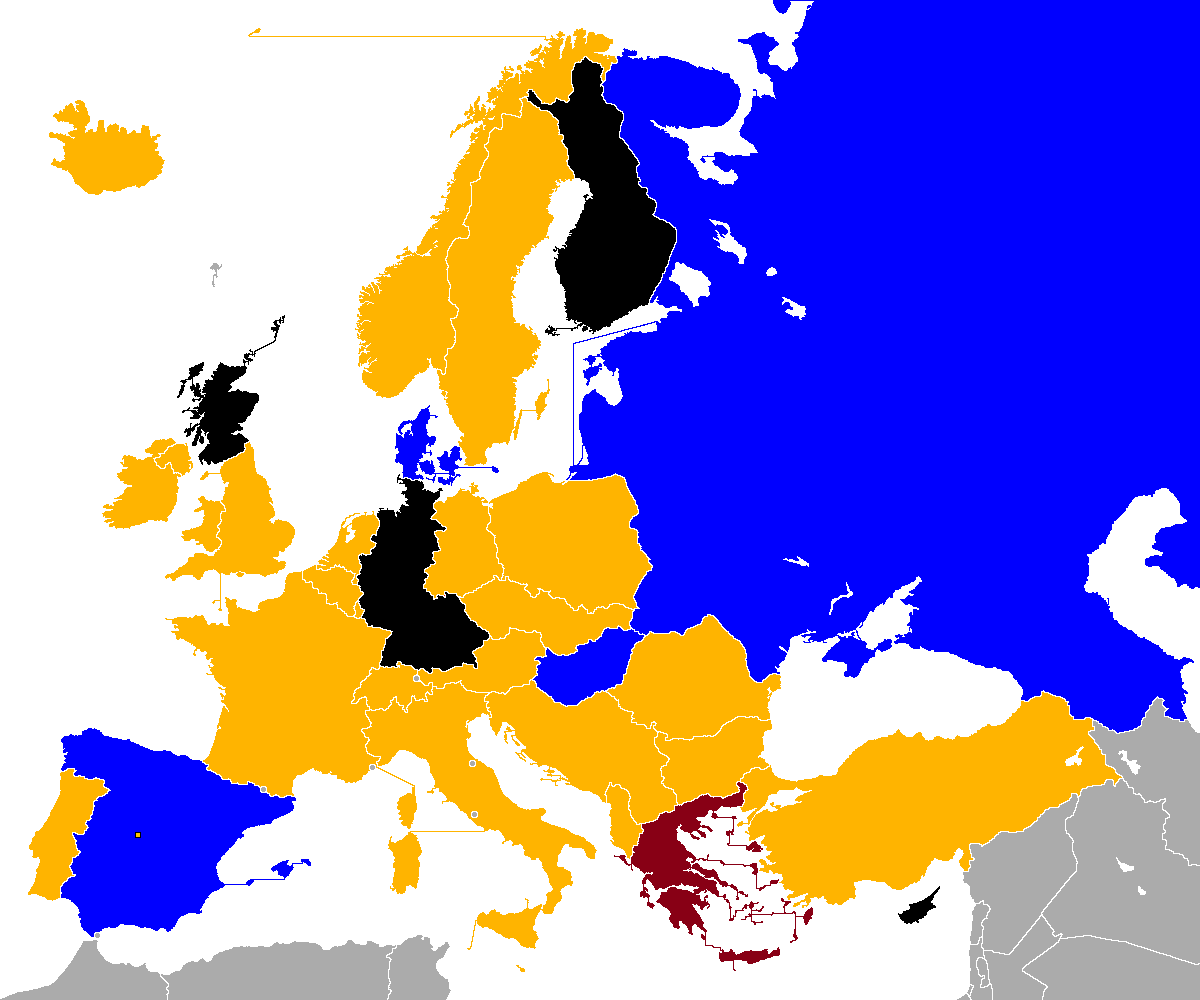
Gekwalificeerd
Niet gekwalificeerd
Teruggetrokken
Niet deelgenomen
Geen UEFA-lid

## Gekwalificeerde landen
| Land              | Kwalificatie | Eerdere deelnames aan EK1 |
| ----------------- | ------------ | ------------------------- |
| Spanje (gastland) | kwartfinale  | 0 (debuut)                |
| Sovjet-Unie       | kwartfinale  | 1 (1960)                  |
| Denemarken        | kwartfinale  | 0 (debuut)                |
| Hongarije         | kwartfinale  | 0 (debuut)                |

## Speelsteden
De eindronde werd gespeeld in twee stadions.
| · Barcelona Madrid | Barcelona                                     |
| ------------------ | --------------------------------------------- |
| · Barcelona Madrid | Camp Nou Capaciteit: 93.053                   |
| · Barcelona Madrid | Camp Nou                                      |
| · Barcelona Madrid | Madrid                                        |
| · Barcelona Madrid | Estadio Santiago Bernabéu Capaciteit: 110.000 |
| · Barcelona Madrid | Santiago Bernabéu                             |

## Uitslagen

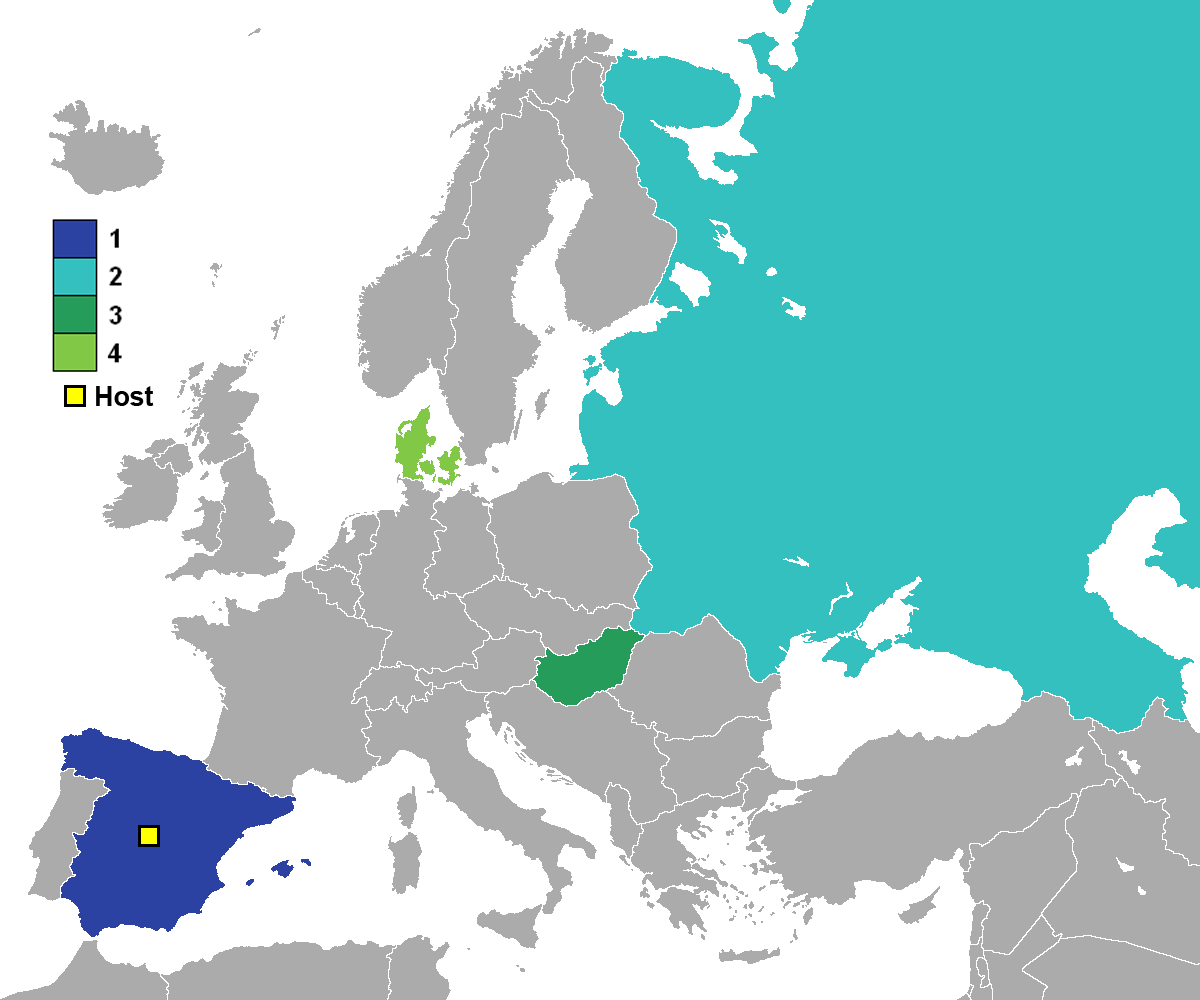
Deelnemende landen

|  | Halve finale        | Halve finale        |   |                     | Finale              | Finale |
|  |                     |                     |   |                     |                     |        |
|  | 17 juni – Madrid    |                     |   |                     |                     |        |
|  | Spanje              | 2                   |   |                     |                     |        |
|  | Hongarije           | 1                   |   |                     |                     |        |
|  |                     |                     |   |                     |                     |        |
|  |                     |                     |   |                     | 21 juni – Madrid    |        |
|  |                     |                     |   |                     | Spanje              | 2      |
|  |                     | Sovjet-Unie         | 1 |                     |                     |        |
|  |                     |                     |   |                     |                     |        |
|  |                     |                     |   |                     | Derde plaats        |        |
|  | 18 juni – Barcelona | 18 juni – Barcelona |   | 20 juni – Barcelona | 20 juni – Barcelona |        |
|  | Denemarken          | 0                   |   | Hongarije           | 3                   |        |
|  | Sovjet-Unie         | 3                   |   |                     | Denemarken          | 1      |

### Halve finale
Spanje opende het EK in een halfvol Bernabéu Stadion in Madrid tegen het sterke Hongarije. Spanje speelde sterker met Luis Suarez van Internazionale als regisseur en kwam in de eerste helft met 1-0 voor. Vijf minuten voor tijd scoorde Bene opeens de gelijkmaker en kregen de Spanjaarden het nog moeilijk. Ver in de verlenging scoorde Amancio de winnende treffer voor Spanje.
Het bijzondere aan Sovjet-Unie tegen Denemarken was dat de wedstrijd pas om half elf 's avonds begon vanwege de verlenging van de vorige halve finale en de uitzendrechten. De Russen hadden geen problemen met de Denen en haalden opnieuw de finale van het Europees Kampioenschap.
|                                                   |                                           |                        |                 |                                                                                             |
| 17 juni 1964 «onderlinge duels» 20:00 uur (UTC+1) | Spanje                                    | 2 – 1 (n.v.)           | Hongarije       | Estadio Santiago Bernabéu, Madrid Toeschouwers: 34.713 Scheidsrechter: Arthur Blavier (BEL) |
| 17 juni 1964 «onderlinge duels» 20:00 uur (UTC+1) | Jesús María Pereda 35' Amancio Amaro 115' | verslag (UEFA) verslag | 84' Ferenc Bene | Estadio Santiago Bernabéu, Madrid Toeschouwers: 34.713 Scheidsrechter: Arthur Blavier (BEL) |

|                                                   |            |                        |                                                                       |                                                                                  |
| 17 juni 1964 «onderlinge duels» 22:30 uur (UTC+1) | Denemarken | 0 – 3                  | Sovjet-Unie                                                           | Camp Nou, Barcelona Toeschouwers: 38.556 Scheidsrechter: Concetto Lo Bello (ITA) |
| 17 juni 1964 «onderlinge duels» 22:30 uur (UTC+1) |            | verslag (UEFA) verslag | 19' Valeri Voronin 40' Viktor Ponedelnik 87' Valentin Kozmitsj Ivanov | Camp Nou, Barcelona Toeschouwers: 38.556 Scheidsrechter: Concetto Lo Bello (ITA) |

### Troostfinale
|                                                   |                                              |                        |                    |                                                                             |
| 20 juni 1964 «onderlinge duels» 20:30 uur (UTC+1) | Hongarije                                    | 3 – 1 (n.v.)           | Denemarken         | Camp Nou, Barcelona Toeschouwers: 3.869 Scheidsrechter: Daniel Mellet (SUI) |
| 20 juni 1964 «onderlinge duels» 20:30 uur (UTC+1) | Ferenc Bene 11' Dezső Novák 107' (pen.) 110' | verslag (UEFA) verslag | 82' Carl Bertelsen | Camp Nou, Barcelona Toeschouwers: 3.869 Scheidsrechter: Daniel Mellet (SUI) |

### Finale
|                                                   |                                                  |                        |                         |                                                                                             |
| 21 juni 1964 «onderlinge duels» 18:30 uur (UTC+1) | Spanje                                           | 2 – 1                  | Sovjet-Unie             | Estadio Santiago Bernabéu, Madrid Toeschouwers: 79.115 Scheidsrechter: Arthur Holland (ENG) |
| 21 juni 1964 «onderlinge duels» 18:30 uur (UTC+1) | Jesús María Pereda 6' Marcelino Martínez Cao 84' | verslag (UEFA) verslag | 8' Galimzjan Choesainov | Estadio Santiago Bernabéu, Madrid Toeschouwers: 79.115 Scheidsrechter: Arthur Holland (ENG) |

| UEFA Europees kampioenschap voetbal Winnaar 1964 |
| ------------------------------------------------ |
| SPANJE 1ste titel                                |

## Doelpuntenmakers
2 doelpunten
- Ferenc Bene
- Dezső Novák
- Jesús María Pereda

1 doelpunt
- Carl Bertelsen
- Amancio
- Marcelino
- Galimzjan Choesainov
- Valeri Voronin
- Viktor Ponedelnik
- Valentin Ivanov